# Сосновская (деревня)
Сосновская — деревня в Котласском районе Архангельской области.

## География
Находится в юго-восточной части Архангельской области при автодороге 11К-341 на расстоянии приблизительно 44 км на восток-северо-восток по прямой от административного центра округа города Котлас на левобережье Вычегды.

## История
В 1859 году здесь (деревня Сольвычегодского уезда Вологодской губернии) было учтено 11 дворов. До 2022 года входила в Черёмушское сельское поселение до его упразднения.

## Население
Численность населения: 99 человек (1859 год), 10 (русские 100 %) в 2002 году, 5 в 2010.